# 큰곰자리 61
큰곰자리 61은 큰곰자리에 있는 황색 왜성으로 지구에서 31.1광년 떨어져 있다. 이 별은 태양보다 근소하게 작고 좀 더 어두우며, 밤하늘에서 5.31등급으로 맨눈으로 겨우 보일 정도 밝기이다. 1943년부터 이 별은 비슷한 항성들의 분광형을 정하는 기준별로 사용되어 왔다.
큰곰자리 61 주위를 도는 동반성이나 동반 천체는 아직 발견되지 않았다. 비슷한 G형 항성들에서 종종 발견되는 먼지 원반은 큰곰자리 61에는 없는 것으로 보인다. 준거성 HD 101212와 같은 시선방향에 존재하는데, 큰곰자리 61이 이 별과 중력적으로 묶여 있는지 아니면 단순히 물리적으로 가까이 있는 것일 뿐인지는 확실히 밝혀지지 않았다.
우주속도 요소는 [U, V, W] = [+8, −16, −4] km/s이다. 이로부터 큰곰자리 61은 우리은하 중심으로부터 평균거리로 25,700 광년만큼 떨어져서 궤도이심률 0.06을 그리면서 공전하고 있음을 알 수 있다.

## 소설
- 래리 니벤의 과학 소설에서 큰곰자리 61은 호전적인 외계 종족 크진의 어머니 항성으로 등장한다.
- 《스타 트렉》에서 가상의 M형 적색 왜성 아처 IV는 큰곰자리 61 주위를 돌고 있다.

## 같이 보기
- 가까운 밝은 별
- 유사 태양